# Frère-Orbansquare
De Frère-Orbansquare (Frans: Square Frère-Orban) is een plein en park in de Leopoldswijk in Brussel. Het heeft een oppervlakte van 75 are en is genoemd naar de Belgische politicus en premier Walthère Frère-Orban. Aanvankelijk heette het Sint-Jozefplein (Place Saint-Joseph).

## Geschiedenis
De square werd ingetekend door architect Tieleman Franciscus Suys bij de ontwikkeling van de Leopoldswijk. Dit was een urbanistiek project van de Société civile pour l’agrandissement et l’embellissement de Bruxelles van Ferdinand de Meeûs, dat tot doel had Brussel uit te breiden tot buiten de oude stadsmuren met een nieuwe wijk voor welgestelde burgers. Het plein werd aangelegd in 1837. Het maakt deel uit van een meetkundig dambordtracé in het verlengde van de dreven van het Warandepark. 
Op 21 juli 1856 was het plein het toneel van een grote ceremonie ter gelegenheid van het 25-jarig koningschap van Leopold I.

## Beschrijving

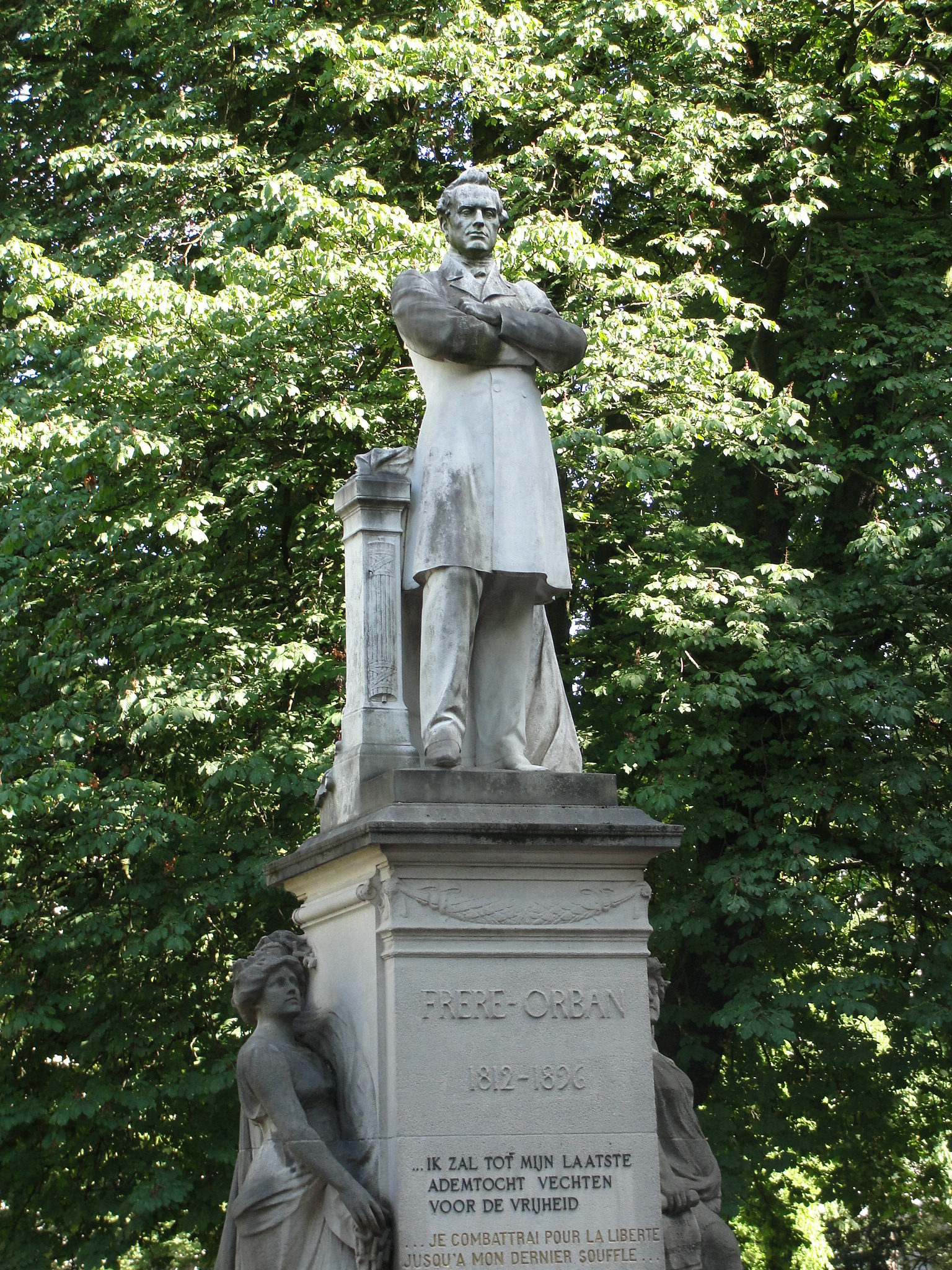
Beeld van Walthère Frère-Orban op het plein

Twee straten lopen van noord-noord-oost naar zuid-zuid-west langs het plein: langs de westkant de Nijverheidsstraat en langs de oostkant de Wetenschapsstraat. Dwars op de Nijverheidsstraat (en op de Kleine Ring) loopt de Guimardstraat, bekend van het hoofdkwartier van Katholiek Onderwijs Vlaanderen en vroeger van de voetbalbond. Aan de oostelijke kant recht hier tegenover is er een prominente plaats voor de zetel van de Belgische Raad van State, in het voormalige Paleis van de markies van Assche. Ook het voormalige Hôtel Loewenstein, bekend van miljardair Alfred Loewenstein die in volle vlucht uit zijn vliegtuig viel, behoort tot het gebouwencomplex van dit rechtscollege. De zuidzijde wordt ingenomen door de Sint-Jozefkerk, gewijd aan de patroonheilige van België. De statige gebouwen aan weerszijden van de kerk zijn verbonden met de geschiedenis van het plein: in het gebouw links huisde de Société civile pour l’agrandissement et l’embellissement de Bruxelles en het gebouw rechts behoorde aan de drijvende kracht achter de maatschappij, Ferdinand de Meeûs.
Het park is beschermd cultureel erfgoed. Een standbeeld van Walthère Frère-Orban markeert de westelijke ingang en een van Alexandre Gendebien de oostelijke. In het midden ligt het monument voor het Geheim Leger, een verzetsgroep tijdens de Tweede Wereldoorlog. Dit monument is in 1987 overgebracht van de oorspronkelijke locatie op het Gerechtsplein.